# Maria Signorelli
(Maria Signorelli)
Maria Signorelli (Roma, 17 novembre 1908 – Roma, 9 luglio 1992) è stata una scenografa, costumista, creatrice e collezionista di burattini italiana.

## Biografia
Maria Signorelli è la prima di tre figlie del noto medico radiologo e collezionista d'arte pugliese Angelo Signorelli (Gioia del Colle 1876-Roma 1952) e di Olga Resnevič (1883-1973), scrittrice e medica lettone, traduttrice di Ivanov e Dostoevskij e prima biografa di Eleonora Duse. 
Maria cresce in un ambiente familiare stimolante, a stretto contatto con le avanguardie russe e le atmosfere futuriste; artisti e mecenati appassionati di teatro e letteratura abitualmente frequentano il salotto di casa, il Palazzetto Bonaparte in via XX settembre a Roma. Tra loro Giuseppe Ungaretti, Ėjzenštejn, Marinetti, Depero, Pirandello, Scipio Slataper, De Chirico, ecc.

### Gli inizi
Dopo la licenza liceale, frequenta l'Accademia di belle arti di Roma e contemporaneamente lo studio di scenografia del Teatro Reale (l'attuale Teatro dell'Opera), diretto da Nicola Alexandrovich Benois. Si specializza in scenografia e costumi di scena.
Combinando la passione per le arti grafiche e il teatro, inizia a creare i primi fantocci, vere e proprie sculture fatte di legno, cartapesta, stoffa, lana e perline che vengono esposte per la prima volta nel 1929 alla Casa d'Arte Bragaglia e successivamente alla Galerie Zak di Parigi, con presentazione di De Chirico. Si trasferisce per un lungo periodo a Berlino dove frequenta la scuola di Max Reinhardt e dove ha occasione di esporre le sue creazioni, alcune di spiccato stampo espressionista, alla Galerie Gurlitt.
Il ritorno in Italia è favorito dalla collaborazione con Anton Giulio Bragaglia circa la realizzazione di scenografie per alcune compagnie teatrali romane. Nel 1934 inventa il "Pluriscenio M", un progetto di palcoscenico caratterizzato da sette ambienti utilizzabili in contemporanea, ideato insieme a Carlo Rende. Presentato in diverse occasioni in Italia e a Buenos Aires, suscita un certo interesse e viene molto apprezzato.
Solo nel 1937, su consiglio della cantante svizzera Maria Amstad, inizia ad allestire i suoi primi spettacoli di burattini: La boîte à joujoux e Bastien et Bastienne vengono presentati in una piccola sala a Roma. Maria crea i personaggi ma non li manovra direttamente, a muovere i burattini, non con i fili ma con la mano, sono gli attori stessi che danno voce e vita al fantoccio.
Nel 1939 sposa il pedagogista Luigi Volpicelli. Avranno tre figli, Giuseppina, Maria Letizia e Ignazio Volpicelli.

### La compagnia
Maria aspetta la fine della guerra per fondare nel 1947 la compagnia L'Opera dei Burattini; è spinta dal desiderio di aiutare sua figlia e le sue piccole amiche ad uscire dalla cupezza bellica attraverso spettacolini da vedere in casa. L'evento segna una svolta decisiva nella sua vita artistica. Pur continuando un'intensa attività di scenografa e costumista, si dedica pienamente alla produzione dei suoi spettacoli, che esibisce con successo in Italia e all'estero, e alla divulgazione di questa arte attraverso il collezionismo, mostre, conferenze e seminari. Con lei collaborano artisti vari, fra i quali: Lina Wertmüller, Gabriele Ferzetti, Carlo Verdone, Scilla Brini, Gaspare Pascucci, Enrico Prampolini, Ruggero Savinio, Toti Scialoja, Ennio Porrino, Vieri Tosatti, Roman Vlad, Margherita Wallmann e Giuseppe De Martino.
Alcuni dei suoi allestimenti sono pensati per un pubblico adulto, messinscene di respiro raffinato e poetico; altri sono pensati per bambini e propongono un mondo magico, ricco di valenza educativa.

### La promozione della sua arte
Organizza e conduce trasmissioni radiofoniche (Moto perpetuo, 1953-54; Giochiamo al teatro, 1967-68) e televisive (Serata di gala al Teatro dei Burattini, 1958; Piccolo mondo magico, 1959; Pomeriggio all'Opera, 1960).
Si dedica inoltre all'attività didattica quando nel 1972, al DAMS di Bologna viene istituito uno specifico corso di teatro di animazione a lei affidato.
Nel 1961 organizza a Frascati a Villa Falconieri, una conferenza internazionale dell'UNIMA (Union Internationale de la Marionnette) e un Festival internazionale della marionetta al teatro Valle di Roma.
Contribuisce alla fondazione della sezione italiana dell'UNIMA nel 1980 e ne diviene presidente.
Come scenografa e costumista collabora con i maggiori teatri d'opera fra cui il Teatro alla Scala, l'Arena di Verona, il teatro Costanzi e firma l'opera di Giancarlo Menotti, Amelia al ballo.
Durante tutta la sua vita crea centinaia e centinaia di burattini, a volte costruiti con l'impiego di soluzioni geniali, altre volte realizzati con estrema semplicità e raffinatezza, ma sempre sottoposti alla sapiente arte del riciclo.
Si spegne a Roma il 9 luglio 1992.
La figlia maggiore Giuseppina Volpicelli, che per lungo tempo l'aveva aiutata nei numerosissimi allestimenti, dopo la sua morte, crea la Compagnia Nuova Opera dei Burattini e si dedica alla conservazione dell'immenso patrimonio ereditato, frutto dell'appassionata attività di collezionista della madre, e alla diffusione della sua arte.

## La collezione Maria Signorelli
Il primo nucleo consistente della collezione nasce nel 1960 dopo la morte di Vittorio Podrecca; alcuni suoi materiali, bozzetti, marionette e accessori, presenti nel magazzino romano, vengono messi in vendita sui banchi del mercato di Porta Portese; Maria per impedirne la dispersione compra l'intero magazzino. È solo l'inizio: acquista tutto il patrimonio di compagnie di burattinai e marionettisti che decidono di smettere l'attività in Italia e all'estero. La collezione si arricchisce ulteriormente tramite donazioni e scambi. Viaggia fino in Oriente per approfondire la conoscenza degli elementi e dei dettagli di gusto esotico; ritorna a casa con burattini, marionette e ombre cinesi, marionette dalla Birmania, burattini giavanesi di legno, grandi ombre dall'India, Wayang Kulit e Wayang Klitik, marionette del Rajasthan, ecc.
La collezione comprende in tutto circa 5000 pezzi che vanno dal 1700 al 1990, suddivisi e catalogati in 25 sezioni.
Pur essendo una delle più grandi raccolte private esistenti in Europa di materiali attinenti al teatro di animazione, è attualmente (agosto 2016) ancora in attesa di una sistemazione e di locali adatti alla conservazione e all'esposizione.

## Teatro
(elenco parziale)
Spettacoli ispirati da opere letterarie:
- Re cervo (Carlo Gozzi);
- La favola del pesciolino d'oro (Puškin);
- L'Usignolo e la rosa (Wilde);
- La tempesta (Shakespeare);
- Faust (Guido Bonneschk);
- L'Inferno di Dante;
- La Rivoluzione Francese (Guido Ceronetti);
- Antigone (Brecht).

Spettacoli di burattini-ballerini:
- Cenerentola (Prokofiev);
- El Retablo de Maese Pedro (De Falla);
- La boîte à joujoux (Debussy).

### Pubblicazioni
- Maria Signorelli, Il burattinaio perfetto, Roma, Armando editore, 1955.
- Maria Signorelli, Ghetanaccio, Padova, Amicucci, 1960.
- Maria Signorelli, L'esperienza scolastica del teatro, Roma, Armando editore, 1963.
- Maria Signorelli e Giulietta Picconieri, Commedie per bambini, marionette e burattini, Roma, Armando editore, 1967.
- Maria Signorelli, Il gioco del burattinaio, Roma, Armando editore, 1975.
- Maria Signorelli, Bim bum bam: strumenti musicali fatti in casa, Roma, Armando Editore, 1977.
- Guido e Leonardo Vergani e Maria Signorelli, Podrecca e il Teatro dei Piccoli, Udine, Casamassima Editore, 1979.
- Maria Signorelli, Storia e tecnica del teatro delle ombre, L'Aquila, M. Ferri, 1981.